# فهرست کشورهای مستقل و سرزمین‌های وابسته در آفریقا

## سرزمین‌های مستقل
| نام (نام رسمی)                                                    | پرچم                  | پایتخت                                       | واحد پول                        | زبان (های) رسمی                                                                               | مساحت (km۲)                                                | جمعیت       | GDP per capita (PPP) (US$) | نقشه |
| ----------------------------------------------------------------- | --------------------- | -------------------------------------------- | ------------------------------- | --------------------------------------------------------------------------------------------- | ---------------------------------------------------------- | ----------- | -------------------------- | ---- |
| الجزایر (People's Democratic Republic Of Algeria)                 | الجزایر               | الجزیره                                      | دینار الجزایر                   | زبان عربی                                                                                     | ۲٬۳۸۱٬۷۴۰                                                  | ۳۳٬۳۳۳٬۲۱۶  | ۷٬۱۲۴                      | 3    |
| آنگولا (Republic of Angola)                                       | آنگولا                | لوآندا                                       | کوانزای آنگولا                  | زبان پرتغالی                                                                                  | ۱٬۲۴۶٬۷۰۰                                                  | ۱۵٬۹۴۱٬۰۰۰  | ۲٬۸۱۳                      | ۴۲   |
| بنین (Republic of Benin)                                          | بنین                  | پورتو نووو                                   | فرانک سی‌اف‌ای آفریقای باختری     | زبان فرانسوی                                                                                  | ۱۱۲٬۶۲۲                                                    | ۸٬۴۳۹٬۰۰۰   | ۱٬۱۷۶                      | 24   |
| بوتسوانا (Republic of Botswana)                                   | بوتسوانا              | گابورون                                      | پولای بوتسوانا                  | زبان انگلیسی، زبان تسوانا                                                                     | ۵۸۱٬۷۲۶                                                    | ۱٬۸۳۹٬۸۳۳   | ۱۱٬۴۰۰                     | 46   |
| بورکینافاسو (Burkina Faso)                                        | بورکینافاسو           | اوآگادوگو                                    | فرانک سی‌اف‌ای آفریقای باختری     | زبان فرانسوی                                                                                  | ۲۷۴٬۰۰۰                                                    | ۱۳٬۲۲۸٬۰۰۰  | ۱٬۲۸۴                      | 21   |
| بوروندی (Republic of Burundi)                                     | بوروندی               | بوجومبورا                                    | فرانک بوروندی                   | زبان روندی، زبان فرانسوی                                                                      | ۲۷٬۸۳۰                                                     | ۷٬۵۴۸٬۰۰۰   | ۷۳۹                        | 38   |
| کامرون (Republic of Cameroon)                                     | کامرون                | یائونده                                      | فرانک سی‌اف‌ای آفریقای میانه      | زبان فرانسوی، زبان انگلیسی                                                                    | ۴۷۵٬۴۴۲                                                    | ۱۷٬۷۹۵٬۰۰۰  | ۲٬۴۲۱                      | 26   |
| کیپ ورد (Republic of Cape Verde)                                  | کیپ ورد               | پرایا                                        | اسکودوی کیپ ورد                 | زبان پرتغالی                                                                                  | ۴٬۰۳۳                                                      | ۴۲۰٬۹۷۹     | ۶٬۴۱۸                      | 14a  |
| جمهوری آفریقای مرکزی (Central African Republic)                   | جمهوری آفریقای مرکزی  | بانگوئی                                      | فرانک سی‌اف‌ای آفریقای میانه      | زبان سانگو، زبان فرانسوی                                                                      | ۶۲۲٬۹۸۴                                                    | ۴٬۲۱۶٬۶۶۶   | ۱٬۱۹۸                      | 27   |
| چاد (Republic of Chad)                                            | چاد                   | انجامنا                                      | فرانک سی‌اف‌ای آفریقای میانه      | زبان فرانسوی، زبان عربی                                                                       | ۱٬۲۸۴٬۰۰۰                                                  | ۱۰٬۱۴۶٬۰۰۰  | ۱٬۵۱۹                      | 11   |
| مجمع‌الجزایر قمر (Union of the Comoros)                            | کومور                 | مورونی                                       | فرانک کمر                       | زبان عربی، زبان فرانسوی، زبان قمری                                                            | ۲٬۲۳۵                                                      | ۷۹۸٬۰۰۰     | ۱٬۶۶۰                      | 43a  |
| جمهوری دموکراتیک کنگو (Democratic Republic of the Congo)          | جمهوری دموکراتیک کنگو | کینشاسا                                      | فرانک کنگو                      | زبان فرانسوی                                                                                  | ۲٬۳۴۴٬۸۵۸                                                  | ۷۱٬۷۱۲٬۸۶۷  | ۷۷۴                        | 34   |
| کنگو برازاویل (Republic of the Congo)                             | جمهوری کنگو           | برازاویل                                     | فرانک سی‌اف‌ای آفریقای میانه      | زبان فرانسوی                                                                                  | ۳۴۲٬۰۰۰                                                    | ۴٬۰۱۲٬۸۰۹   | ۳٬۹۱۹                      | 25   |
| ساحل عاج (Republic of Côte d'Ivoire)                              | ساحل عاج              | یاموسوکرو                                    | فرانک سی‌اف‌ای آفریقای باختری     | زبان فرانسوی                                                                                  | ۳۲۲٬۴۶۰                                                    | ۱۷٬۶۵۴٬۸۴۳  | ۱٬۶۰۰                      | 20   |
| جیبوتی (Republic of Djibouti)                                     | جیبوتی                | جیبوتی                                       | فرانک جیبوتی                    | زبان عربی، زبان فرانسوی                                                                       | ۲۳٬۲۰۰                                                     | ۹۰۶٬۰۰۰     | ۲٬۰۷۰                      | 29   |
| مصر (Arab Republic of Egypt)                                      | مصر                   | قاهره                                        | پوند مصر                        | زبان عربی                                                                                     | ۱٬۰۰۱٬۴۴۹                                                  | ۸۰٬۳۳۵٬۰۳۶  | ۴٬۸۳۶                      | 5    |
| گینه استوایی (Republic of Equatorial Guinea)                      | گینه استوایی          | مالابو                                       | فرانک سی‌اف‌ای آفریقای میانه      | زبان اسپانیایی، زبان فرانسوی، زبان پرتغالی                                                    | ۲۸٬۰۵۱                                                     | ۵۰۴٬۰۰۰     | ۱۶٬۳۱۲                     | 31   |
| اریتره (State of Eritrea)                                         | اریتره                | اسمره                                        | ناکفای اریتره                   | زبان تیگرینیا، زبان عربی، زبان انگلیسی                                                        | ۱۱۷٬۶۰۰                                                    | ۵٬۸۸۰٬۰۰۰   | ۱٬۰۰۰                      | 13   |
| اتیوپی (Federal Democratic Republic of Ethiopia)                  | اتیوپی                | آدیس آبابا                                   | بیر اتیوپی                      | زبان امهری، زبان انگلیسی                                                                      | ۱٬۱۰۴٬۳۰۰                                                  | ۸۵٬۲۳۷٬۳۳۸  | ۱٬۱۰۰                      | 28   |
| گابن (Gabonese Republic)                                          | گابن                  | لیبرویل                                      | فرانک سی‌اف‌ای آفریقای میانه      | زبان فرانسوی                                                                                  | ۲۶۷٬۶۶۸                                                    | ۱٬۳۸۴٬۰۰۰   | ۷٬۰۵۵                      | 32   |
| گامبیا (Republic of The Gambia)                                   | گامبیا                | بانجول                                       | دالاسی گامبیا                   | زبان انگلیسی                                                                                  | ۱۰٬۳۸۰                                                     | ۱٬۵۱۷٬۰۰۰   | ۲۰۰۲                       | 15   |
| غنا (Republic of Ghana)                                           | غنا                   | آکرا                                         | سدی غنا                         | زبان انگلیسی                                                                                  | ۲۳۸٬۵۳۴                                                    | ۲۳٬۰۰۰٬۰۰۰  | ۲٬۷۰۰                      | 22   |
| گینه (Republic of Guinea)                                         | گینه                  | کوناکری                                      | فرانک گینه                      | زبان فرانسوی                                                                                  | ۲۴۵٬۸۵۷                                                    | ۹٬۴۰۲٬۰۰۰   | ۲٬۰۳۵                      | 17   |
| گینه بیسائو (Republic of Guinea-Bissau)                           | گینه بیسائو           | بیسائو                                       | فرانک سی‌اف‌ای آفریقای باختری     | زبان پرتغالی                                                                                  | ۳۶٬۱۲۵                                                     | ۱٬۵۸۶٬۰۰۰   | ۷۳۶                        | 16   |
| کنیا (Republic of Kenya)                                          | کنیا                  | نایروبی                                      | شیلینگ کنیا                     | زبان سواحلی، زبان انگلیسی                                                                     | ۵۸۰٬۳۶۷                                                    | ۳۴٬۷۰۷٬۸۱۷  | ۱٬۴۴۵                      | 36   |
| لسوتو (Kingdom of Lesotho)                                        | لسوتو                 | ماسرو                                        | لوتی لسوتو                      | زبان سوتو، زبان انگلیسی                                                                       | ۳۰٬۳۵۵                                                     | ۱٬۷۹۵٬۰۰۰   | ۲٬۱۱۳                      | 49   |
| لیبریا (Republic of Liberia)                                      | لیبریا                | مونروویا                                     | دلار لیبریا                     | زبان انگلیسی                                                                                  | ۱۱۱٬۳۶۹                                                    | ۳٬۲۸۳٬۰۰۰   | ۱٬۰۰۳                      | 19   |
| لیبی (State of Libya)                                             | لیبی                  | طرابلس                                       | دینار لیبی                      | زبان عربی                                                                                     | ۱٬۷۵۹٬۵۴۰                                                  | ۶٬۰۳۶٬۹۱۴   | ۱۲٬۷۰۰                     | 4    |
| ماداگاسکار (Republic of Madagascar)                               | ماداگاسکار            | آنتاناناریوو                                 | آریاری                          | زبان مالاگاسی، زبان فرانسوی                                                                   | ۵۸۷٬۰۴۱                                                    | ۱۸٬۶۰۶٬۰۰۰  | ۹۰۵                        | 44   |
| مالاوی (Republic of Malawi)                                       | مالاوی                | لیلونگوه                                     | کواچا مالاویا                   | زبان انگلیسی، زبان چوایی                                                                      | ۱۱۸٬۴۸۴                                                    | ۱۲٬۸۸۴٬۰۰۰  | ۵۹۶                        | 42   |
| مالی (Republic of Mali)                                           | مالی                  | باماکو                                       | فرانک سی‌اف‌ای آفریقای باختری     | زبان فرانسوی                                                                                  | ۱٬۲۴۰٬۱۹۲                                                  | ۱۳٬۵۱۸٬۰۰۰  | ۱٬۱۵۴                      | 9    |
| موریتانی (Islamic Republic of Mauritania)                         | موریتانی              | نواکشوت                                      | اوگویای موریتانی                | زبان عربی                                                                                     | ۱٬۰۳۰٬۷۰۰                                                  | ۳٬۰۶۹٬۰۰۰   | ۲٬۴۰۲                      | 8    |
| موریس (Republic of Mauritius)                                     | موریس                 | پورت‌لوئیس                                    | روپیه موریس                     | زبان انگلیسی، زبان فرانسوی، کریول موریتانی                                                    | ۲٬۰۴۰                                                      | ۱٬۲۱۹٬۲۲۰   | ۱۳٬۷۰۳                     | 44a  |
| مراکش (Kingdom of Morocco)                                        | مراکش                 | رباط (مراکش)                                 | درهم مراکش                      | زبان عربی، زبان آمازیغی                                                                       | 446,550 (internationally recognized), ۷۱۰٬۸۵۰ (صحرای غربی) | ۳۵٬۷۵۷٬۱۷۵  | ۴٬۶۰۰                      | 2    |
| موزامبیک (Republic of Mozambique)                                 | موزامبیک              | ماپوتو                                       | متیکال موزایکی                  | زبان پرتغالی                                                                                  | ۸۰۱٬۵۹۰                                                    | ۲۰٬۳۶۶٬۷۹۵  | ۱٬۳۸۹                      | 43   |
| نامیبیا (Republic of Namibia)                                     | نامیبیا               | ویندهوک                                      | دلار نامیبیا                    | زبان انگلیسی                                                                                  | ۸۲۵٬۴۱۸                                                    | ۲٬۰۳۱٬۰۰۰   | ۷٬۴۷۸                      | 45   |
| نیجر (Republic of Niger)                                          | نیجر                  | نیامی                                        | فرانک سی‌اف‌ای آفریقای باختری     | زبان فرانسوی                                                                                  | ۱٬۲۶۷٬۰۰۰                                                  | ۱۳٬۹۵۷٬۰۰۰  | ۸۷۲                        | 10   |
| نیجریه (Federal Republic of Nigeria)                              | نیجریه                | آبوجا                                        | نایرا نیجریه                    | زبان انگلیسی                                                                                  | ۹۲۳٬۷۶۸                                                    | ۱۵۴٬۷۲۹٬۰۰۰ | ۱٬۱۸۸                      | 25   |
| رواندا (Republic of Rwanda)                                       | رواندا                | کیگالی                                       | فرانک رواندا                    | زبان رواندایی، زبان فرانسوی، زبان انگلیسی                                                     | ۲۶٬۷۹۸                                                     | ۷٬۶۰۰٬۰۰۰   | ۱٬۳۰۰                      | 37   |
| سائوتومه و پرینسیپ (Democratic Republic of São Tomé and Príncipe) | سائوتومه و پرنسیپ     | سائوتومه                                     | دبرای سائوتومه و پرینسیپ        | زبان پرتغالی                                                                                  | ۹۶۴                                                        | ۱۵۷٬۰۰۰     | ۱٬۲۶۶                      | 31a  |
| سنگال (Republic of Senegal)                                       | سنگال                 | داکار                                        | فرانک سی‌اف‌ای آفریقای باختری     | زبان فرانسوی                                                                                  | ۱۹۶٬۷۲۳                                                    | ۱۱٬۶۵۸٬۰۰۰  | ۱٬۷۵۹                      | 14   |
| سیشل (Republic of Seychelles)                                     | سیشل                  | پورت‌ویکتوریا                                 | روپیه سیشل                      | زبان انگلیسی، زبان فرانسوی، کریول سیشلی                                                       | ۴۵۱                                                        | ۸۰٬۶۵۴      | ۱۱٬۸۱۸                     | 39a  |
| سیرالئون (Republic of Sierra Leone)                               | سیرالئون              | فری‌تاون                                      | لئون سیرالئون                   | زبان انگلیسی                                                                                  | ۷۱٬۷۴۰                                                     | ۶٬۱۴۴٬۵۶۲   | ۹۰۳                        | 18   |
| سومالی (Somali Republic)                                          | سومالی                | موگادیشو                                     | شیلینگ سومالی                   | زبان سومالیایی، زبان عربی                                                                     | ۶۳۷٬۶۵۷                                                    | ۹٬۸۳۲٬۰۱۷   | ۶۰۰                        | 30   |
| آفریقای جنوبی (Republic of South Africa)                          | آفریقای جنوبی         | بلومفونتن، کیپ‌تاون، و پرتوریا                | رند آفریقای جنوبی               | آفریکانس، انگلیسی، اندبله جنوبی، سوتوی شمالی، سوتو، سوازی، شنگانی، تسوانا، وندا، خوسایی، زولو | ۱٬۲۲۱٬۰۳۷                                                  | ۴۷٬۴۳۲٬۰۰۰  | ۱۲٬۱۶۱                     | 48   |
| سودان جنوبی (Republic of South Sudan)                             | سودان جنوبی           | جوبا                                         | پوند سودان جنوبی                | زبان انگلیسی                                                                                  | ۶۴۴٬۳۲۹                                                    | ۸٬۲۶۰٬۴۹۰   | ۱٬۵۴۶                      | 12   |
| سودان (Republic of the Sudan)                                     | سودان                 | خارطوم                                       | پوند سودان                      | زبان عربی، زبان انگلیسی                                                                       | ۱٬۸۶۱٬۴۸۴                                                  | ۳۶٬۷۸۷٬۰۱۲  | ۲٬۳۰۰                      | 12   |
| سوازیلند (Kingdom of Swaziland)                                   | اسواتینی              | لوبامبا (سلطنتی و قانون‌گذار) مبابانه (اداری) | لیلانگنی سوازیلند               | زبان انگلیسی، زبان سوازی                                                                      | ۱۷٬۳۶۴                                                     | ۱٬۰۳۲٬۰۰۰   | ۵٬۲۴۵                      | 50   |
| تانزانیا (United Republic of Tanzania)                            | تانزانیا              | دودوما                                       | شیلینگ تانزانیا                 | زبان سواحلی، زبان انگلیسی                                                                     | ۹۴۵٬۲۰۳                                                    | ۴۴٬۹۲۹٬۰۰۲  | ۷۲۳                        | 39   |
| توگو (Togolese Republic)                                          | توگو                  | لومه                                         | فرانک سی‌اف‌ای آفریقای باختری     | زبان فرانسوی                                                                                  | ۵۶٬۷۸۵                                                     | ۶٬۱۰۰٬۰۰۰   | ۱٬۷۰۰                      | 23   |
| تونس (Tunisian Republic)                                          | تونس                  | تونس                                         | دینار تونس                      | زبان عربی                                                                                     | ۱۶۳٬۶۱۰                                                    | ۱۰٬۱۰۲٬۰۰۰  | ۸٬۸۰۰                      | 3    |
| اوگاندا (Republic of Uganda)                                      | اوگاندا               | کامپالا                                      | شیلینگ اوگاندا                  | زبان انگلیسی، زبان سواحلی                                                                     | ۲۳۶٬۰۴۰                                                    | ۲۷٬۶۱۶٬۰۰۰  | ۱٬۷۰۰                      | 35   |
| زامبیا (Republic of Zambia)                                       | زامبیا                | لوساکا                                       | کواچای زامبیا                   | زبان انگلیسی                                                                                  | ۷۵۲٬۶۱۴                                                    | ۱۴٬۶۶۸٬۰۰۰  | ۹۳۱                        | 41   |
| زیمبابوه (Republic of Zimbabwe)                                   | زیمبابوه              | هراره                                        | دلار آمریکا و رند آفریقای جنوبی | زبان شونا، زبان اندبله شمالی, زبان انگلیسی                                                    | ۳۹۰٬۷۵۷                                                    | ۱۳٬۰۱۰٬۰۰۰  | ۲٬۶۰۷                      | 47   |

### واحدهای سیاسی کم‌رسمیت
| نام (نام رسمی)                     | پرچم      | پایتخت | واحد پول      | زبان (های) رسمی | مساحت (km۲) | جمعیت   | GDP per capita (PPP) (US$) | نقشه |
| ---------------------------------- | --------- | ------ | ------------- | --------------- | ----------- | ------- | -------------------------- | ---- |
| سومالی‌لند (Republic of Somaliland) | سومالی‌لند | هرجیسا | شیلینگ سومالی | زبان سومالیایی  | ۱۳۷٬۶۰۰     | ۵۰۰٬۰۰۰ | ۶۰۰                        | 30   |

## سرزمین‌های غیرمستقل

### سرزمین‌های وابسته
| نام (نام رسمی)                                         | پرچم       | پایتخت                | واحد پول     | زبان (های) رسمی | مساحت (km۲) | جمعیت             | GDP per capita (PPP) (US$) | نقشه |
| ------------------------------------------------------ | ---------- | --------------------- | ------------ | --------------- | ----------- | ----------------- | -------------------------- | ---- |
| سرزمین‌های جنوبی و جنوبگانی فرانسه (تنها بخش ایل-اپارس) |            | سن پیر رئونیون        | یورو         | زبان فرانسوی    | ۳۸٫۶        | فاقد جمعیت پایدار | N/A                        |      |
| سنت هلنا، اسنشن و تریستان دا کونا (UK)                 | سینت هلینا | جیمز تاون، سینت هلینا | پوند سنت هلن | زبان انگلیسی    | ۴۲۰         | ۵٬۶۶۱             | N/A                        | 40b  |

### دیگر سرزمین‌ها
| نام (نام رسمی)                        | پرچم        | پایتخت                            | واحد پول | زبان (های) رسمی | مساحت (km۲) | جمعیت      | GDP per capita (PPP) (US$) | نقشه |
| ------------------------------------- | ----------- | --------------------------------- | -------- | --------------- | ----------- | ---------- | -------------------------- | ---- |
| جزایر قناری                           | جزایر قناری | لاس پالماس و سانتا کروس (اسپانیا) | یورو     | زبان اسپانیایی  | ۷٬۴۴۷       | ۱٬۹۹۵٬۸۳۳  | N/A                        | 6    |
| سبته (Autonomous City of Ceuta)       | سبته        | Ceuta                             | یورو     | زبان اسپانیایی  | ۲۸          | ۷۶٬۸۶۱     | N/A                        | 2a   |
| مادیرا (Autonomous Region of Madeira) | مادیرا      | فونچال                            | یورو     | زبان پرتغالی    | ۸۲۸         | ۲۴۵٬۸۰۶    | N/A                        | 1    |
| مایوت (فرانسه)                        | مایوت       | مامودزو                           | یورو     | زبان فرانسوی    | ۳۷۴         | ۱۸۶٬۴۵۲    | ۲٬۶۰۰                      | 43b  |
| ملیلیه (Autonomous City of Melilla)   | ملیلیه      | Melilla                           | یورو     | زبان اسپانیایی  | ۲۰          | ۷۲٬۰۰۰     | N/A                        | 2b   |
| پلاساس د سبرانیا                      | اسپانیا     | N/A                               | یورو     | زبان اسپانیایی  |             | غیر مسکونی | N/A                        | 2a   |
| رئونیون                               | رئونیون     | سن-دونی، رئونیون                  | یورو     | زبان فرانسوی    | ۲٬۵۱۲       | ۷۹۳٬۰۰۰    | N/A                        | 44b  |